# Gare de Lamagistère
La gare de Lamagistère est une gare ferroviaire française de la ligne de Bordeaux-Saint-Jean à Sète-Ville, située sur le territoire de la commune de Lamagistère, dans le département de Tarn-et-Garonne en région Occitanie.
Elle est mise en service en 1856 par la Compagnie des chemins de fer du Midi et du Canal latéral à la Garonne (Midi).
C'est une halte voyageurs de la Société nationale des chemins de fer français (SNCF) du réseau TER Occitanie, desservie par des trains express régionaux.

## Situation ferroviaire
Établie à 59 mètres d'altitude, la gare de Lamagistère est située au point kilométrique (PK) 155,431 de la ligne de Bordeaux-Saint-Jean à Sète-Ville, entre les gares ouvertes d'Agen (s'intercale les gares fermées de Bon-Encontre, Lafox et Saint-Nicolas - Saint-Romain) et de Golfech.

## Histoire
La station de Lamagistère est mise en service le 29 mai 1856 par la Compagnie des chemins de fer du Midi et du Canal latéral à la Garonne (Midi), lorsqu'elle ouvre à l'exploitation la section de Tonneins à Valence-d'Agen de son chemin de fer de Bordeaux à Cette.
En 1862, « Lamagistère » est la 32e station de la ligne, située entre Saint-Nicolas et Valence-d'Agen, elle dessert un bourg de 1 955 habitants qui est situé entre la voie et la Garonne.
En 2014, c'est une gare voyageurs d'intérêt local (catégorie C : moins de 100 000 voyageurs par an de 2010 à 2011), qui dispose de deux quais, un abri et une traversée de voie à niveau par le public (TVP).

### Fréquentation
Selon les estimations de la SNCF, la fréquentation annuelle de la gare était de 22 403 voyageurs en 2022.

## Service des voyageurs

### Accueil
Halte SNCF, c'est un point d'arrêt non géré (PANG) à accès libre.
Un passage à niveau planchéié permet la traversée des voies et l'accès aux quais.

### Desserte
Lamagistère est une halte voyageurs du réseau TER Occitanie, desservie par des trains express régionaux de la relation Toulouse - Agen (ligne 18).

### Intermodalité
Un parking pour les véhicules y est aménagé.
Elle est desservie par des bus du réseau de lignes départementales.

## Patrimoine ferroviaire
L'ancien bâtiment voyageurs, d'un modèle type de la compagnie du Midi lors de la création de la ligne. Il s'agit d'un bâtiment sur une base rectangulaire, à quatre ouverture et un étage sous une toiture à deux pans couverte en tuiles.